# Didier Eribon
Didier Eribon (Reims, 10 de julio de 1953) es un filósofo francés y un historiador de la vida cultural de su país.

## Biografía
Didier Eribon, que estudió filosofía en París, ha dirigido durante varios años seminarios en la École des hautes études en sciences sociales de París, ciudad donde reside. Ha enseñado además en diversas instituciones estadounidenses, como The New School, University of Chicago, Harvard University, Yale University, New York University, University of Michigan en Ann Arbor, y University of Virginia en Charlottesville. Desde 1984 hasta hace poco ha venido colaborando en Le Nouvel Observateur.
Eribon es profesor de filosofía, ciencias humanas y sociales de la Universidad Jules Verne de Amiens, y profesor visitante en la Universidad de California, Berkeley.
Fue conocido por dos libros importantes de entrevistas, con Georges Dumézil, 1987, y Claude Lévi-Strauss, 1988. Destacó a continuación por su biografía de Michel Foucault aparecida en 1989, que se tradujo a varios idiomas de inmediato (al inglés en 1991, al español en 1992) y fue alabada por Pierre Bourdieu, Paul Veyne y Hayden White, entre otros.
Es autor de varios libros, ya clásicos: Réflexions sur la question gay de 1999, Une morale du minoritaire de 2001 y Echapper à la psychanalyse, 2005. En Retour à Reims, de 2009, reflexiona (a partir de la muerte de su padre, el que estaba distanciado por tres décadas), sobre el determinismo colectivo del medio obrero de su infancia.

## Vida personal
Didier Eribon es abiertamente gay, y ha relatado cómo le fue más sencillo salir del clóset que asumir que era un gay de clase obrera, y París le permitió reinventarse como hombre gay. Se le considera mentor del joven escritor gay, Édouard Louis.

## Obra
- Entretiens avec G. Dumézil, Gallimard, 1987, entrevistas con Dumézil.

- De près et de loins, 1988. De cerca y de lejos, Alianza, 1990, ISBN 978-84-206-9604-1, entrevistas con Claude Lévi-Strauss,

- Lo que nos cuentan las imágenes: charlas sobre el arte y la ciencia, Debate, 1992, ISBN 978-84-7444-624-1, entrevistas con E. H. Gombrich.

- Michel Foucault, Anagrama, 2004, ISBN 978-84-339-6761-9 (or. 1989, aum. en 1991)

- Michel Foucault et ses contemporains, Fayard, 1994.

- Réflexions sur la question gay (1999). Reflexiones sobre la cuestión gay, Anagrama, 2001, ISBN 978-84-339-6298-0

- Papiers d'identité, Fayard, 2000.

- L'infréquentable Michel Foucault. Renouveaux de la pensée critique, Epel, 2001.

- Une morale du minoritaire. Variations sur un thème de Jean Genet (2001). Una moral de lo minoritario: variaciones sobre un tema de Jean Genet, Anagrama, 2004, ISBN 978-84-339-6204-1

- Hérésies. Essais sur la théorie de la sexualité (2003). Herejías: ensayos sobre la teoría de la sexualidad, Bellaterra, 2004, ISBN 978-84-7290-254-1

- Dictionnaire des cultures gays et lesbiennes, dir., Larousse, 2003

- Sur cet instant fragile... Carnets, janvier-août 2004 (2004). Por ese instante frágil: reflexiones sobre el matrimonio homosexual, Bellaterra, 2005, ISBN 978-84-7290-297-8

- Échapper à la psychanalyse (2005). Escapar del psicoanálisis, Bellaterra, 2008, ISBN 978-84-7290-432-3

- Foucault aujourd'hui, Harmattan, 2007, codirector; actas del congreso de 2004.

- D'une revolution conservatrice et de ses effets sur la gauche francaise, Léo Scheer, 2007.

- Retour à Reims, Fayard, 2009.

- De la subversion. Droit, norme et politique, Ediciones Cartouche, 2010.

- Michel Foucault, 1926-1984, nueva edición, revisada y aumentada, Champs-Flammarion, 2011.

- Retours sur Retour à Reims, Ediciones Cartouche, 2011.

- Réflexions sur la question gay, nueva edición, revisada y aumentada, Champs-Flammarion, 2012.

- La société comme verdict. Classes, identités, trajectoires, Fayard, 2013.

- Théories de la littérature. Système du genre et verdicts sexuels. PUF, Paris 2015. ISBN 978-2-13-065100-0.

- Principes d'une pensée critique. Fayard, Paris 2016. ISBN 978-2-213-70132-5.
- Écrits sur la psychanalyse. Fayard, Paris 2019. ISBN 978-221-3711-07-2

## Obras traducidas al español
- De cerca y de lejos (con Claude Levi Strauss), Editorial Alianza, Madrid, 1990. ISBN 84-206-9604-8
- Lo que no nos cuentan las imágenes (con Ernst Gombrich), Debate, Madrid, 1992. ISBN 978-84-7444-624-1
- Michel Foucault, Anagrama, 1992. ISBN 84-339-0771-9
- Michel Foucault y sus contemporáneos, Ediciones Nueva Visión, Buenos Aires, 1995. ISBN 950-602-335-2
- Identidades. Reflexiones sobre la cuestión gay, Bellaterra, 2000. ISBN 84-7290-142-4
- Reflexiones sobre la cuestión gay, Anagrama, 2001. ISBN 84-339-6298-1
- El infrecuentable Michel Foucault (Dir.), Letra Viva y Edelp, 2004. ISBN 950-649-077-5
- Una moral de lo minoritario: variaciones sobre un tema de Jean Genet, Anagrama, 2004. ISBN 84-339-6204-3
- Herejías: ensayos sobre la teoría de la sexualidad, Bellaterra, 2004. ISBN 978-84-7290-254-1
- Por ese instante frágil: reflexiones sobre el matrimonio homosexual, Bellaterra, 2005. ISBN 84-7290-297-8
- Escapar del psicoanálisis, Bellaterra, 2008. ISBN 978-84-7290-432-3
- Regreso a Reims, Libros del Zorzal, 2015. ISBN 978-987-599-425-6
- Teorías de la Literatura: sistemas del género y veredictos sexuales, Waldhuter Editores, 2015. ISBN 978-987-45955-6-0
- La sociedad como veredicto: clases, identidades, trayectorias, El cuenco de plata, 2017. ISBN 978-987-37439-3-1
- Principios de un pensamiento crítico, El cuenco de plata, 2019. ISBN 978-987-44891-9-7
- Escritos sobre el psicoanálisis, El cuenco de plata, 2022. ISBN 978-987-4489-50-0